# Disculpa los malos pensamientos
«Disculpa malos pensamientos» es el tercer sencillo de Para ti con desprecio, el tercer álbum de estudio de la banda de Rock alternativo Mexicana Panda. En este álbum ocupa la pista n°2, fue lanzado como sencillo en marzo de 2006. La canción marca (al igual que los anteriores sencillos del disco) un gran cambio en el estilo musical de la banda, en comparación con sus dos primeros discos Arroz con leche y La revancha del príncipe charro.

## Canción
Esta canción fue escrita por José Madero, llegando a los primeros lugares en las listas de Rock Alternativo y Rock Hispano en muchos países de América Latina y Estados Unidos. Así se convirtió en uno de sus mayores éxitos hasta la fecha. La canción habla sobre los sentimientos de rabia, odio, dolor, etc, hacia una expareja, y que esto puede generar a tener "malos pensamientos", que solo en sueños se atreve a hacer.

## Videoclip
El video musical de la canción debutó el 4 de marzo de 2006, sobre MTV Latinoamérica en México y América del Sur y fue dirigido por Rodrigo Guardiola.
El vídeo comienza con el vocalista Pepe, que llega a la casa de su novia (interpretado por Mariana Quintanilla). Ella es llevada por él a lo largo del vídeo, ya que ella parecía estar muerta. Una vez dentro de la casa, tienen una cena (durante la cual se propone a ella) con sus padres, que no parecen darse cuenta de que está muerta. Los padres también actúan como zombis tal vez haciendo caso omiso de la realidad de la situación.
En realidad, Mariana Quintanilla (la actriz en el video) es la exnovia del bajista, Ricardo Treviño.
El video fue filmado en una casa en Monterrey , México .
Antes de que el video  fuera subido al canal de Movic Records en 2011 se dice que el video fue subido anteriormente por un fan, el cual llegó a los 10 millones de visitas, cuando en ese tiempo ese era el máximo de visualizaciones en la plataforma de YouTube, rompiendo un record nuevo, el video al tener demasiadas visitas, se reinicio de nuevo teniendo que reiniciar visualizaciones de nuevo, el video fue eliminado de la plataforma después de que Movic Records haya subido el video de manera oficial

## Posicionamiento en listas
| Lista (2006)   | Mejor posición |
| -------------- | -------------- |
| España         | 40             |
| Top 100 México | 2              |

- Datos: Q5282097